# Veillonella criceti
Veillonella criceti è una specie di batterio appartenente alla famiglia delle Acidaminococcaceae.